# Mików
Mików is een plaats in het Poolse district  Sanocki, woiwodschap Subkarpaten. De plaats maakt deel uit van de gemeente Komańcza en telt 65 inwoners.